# Tríada (histología)
En el músculo, una tríada es una combinación de tres componentes intracelulares:
una invaginación del sarcolema llamada túbulo-T en medio de dos cisternas terminales del REL (retículo endoplasmático liso, o retículo sarcoplasmático de la fibra muscular).
La función de los túbulos-T es la de llevar el potencial de acción de la membrana celular/sarcolema hasta los sarcómeros, donde se encuentra organizado la maquinaria contráctil de la fibra muscular.
La tríada no es encontrada en el músculo liso ni en el músculo estriado cardiaco (en el que se forma una diada: una cisterna terminal y un túbulo T), la tríada solo se encuentra en el  músuculo estriado esquelético a la altura de la unión A-1(tríada con dos cisternas terminales), dos túbulos T por sarcómero.
- Datos: Q6153495